# Георгий Задонский
Гео́ргий Задо́нский (в миру Гео́ргий Алексе́евич Машу́рин, в тайном постриг Стратоник; родился 3 (14) апреля 1788 в Вологде, умер 25 мая (6 июня) 1836 в Задонске) — затворник Задонского Рождество-Богородицкого монастыря, из вологодских дворян. Принимал участие в Отечественной войне 1812 года. Поступив послушником в монастырь, ушёл в затвор на 17 лет.

## Биография
Георгий Машурин родился в 1788 году в городе Вологда: происходил из дворян, сын канцеляриста Вологодской казённой палаты Алексея Машурина и его супруги Анны Ивановны, дочери диакона Николаевской Глинковской церкви. Родители Георгия были очень религиозными людьми. Ещё до своего рождения он лишился отца, которого по ошибке убили на Пятницком мосту. Как говорит предание, за несколько месяцев до рождения Георгия его мать увидела своего умершего духовника, который сказал: «Бог даст тебе сына Георгия. Ce тебе и образ святого Великомученика и Победоносца Георгия». С рождением сына она всецело посвятила себя воспитанию его и дочери, Надежды. Несмотря на свою молодость и красоту, она не поддавалась на уговоры родственников вторично выйти замуж: «Вы видите», — говорила она, — «что промыслу Божию угодно было взять у меня мужа и дать мне сына, не стану сопротивляться определению Всевышнего и не буду искать вместо Святого Его Покрова другого утешителя». Анна Ивановна построила за городом, близ Татарских гор, дом неподалёку от Николаевской Глинковской церкви, куда и переселилась с детьми. Здесь же находилось и Богородское Глинковское кладбище, на котором был похоронен её покойный супруг. Воспитание, которым занималась мать Георгия, состояло, главным образом, из хождения в церковь и разъяснения непонятных мест Евангелия и других книг. Ещё в детском возрасте Георгий отличался кротостью, был тих и послушен. В 15 лет он становится канцеляристом в Вологодской казённой палате. Его старшая сестра, Надежда, скончалась в возрасте 12 лет 13 (24) апреля 1798 «от родимца».
В 1807 году, когда Георгию исполнилось 19 лет, он поступил на военную службу в Лубенский 8-й гусарский полк юнкером. 15 (27) июня 1811, в возрасте 49 лет, скончалась его мать. С производством в чин корнета, Георгий был переведён в Казанский 9-й драгунский полк. Разгульная и веселая жизнь товарищей не оказала никакого влияния на привычки и взгляды Георгия. В свободное от занятий время он молился и «вникал в исследования о средствах спасения души»; получив чин поручика, Георгий «не только не получил желания приобретать чины», но ещё более стал удаляться от товарищей и помышлять об оставлении военной службы. Его любимым времяпрепровождением было чтение Священных книг, посещение молитвенных домов, кладбищ и храмов.
7 сентября 1818 года, во время малого повечерия, Георгий прибыл в Задонскую обитель Липецкой и Задонской епархии Русской православной церкви, поступив туда послушником по определению епископа Воронежского Епифания. Монастырская обстановка ещё сильнее подействовала на Георгия. Через некоторое время строгий пост и постоянная душевная скорбь сломили его и без того некрепкое здоровье: он заболел и в продолжение полугода не мог посещать церкви. Почувствовав облегчение, он затворился в тесной келии, самой худшей из всех в обители. В это время истекал год его поступления в обитель. Затворившись в сырой и холодной келье, Георгий возбудил этим различные толки: одни говорили, что он от лености затворился, не желая исполнять монастырских работ, другие — что он избегал братского послушания. Приставленные к нему келейники, чтобы избавиться от новых обязанностей, думали разными лишениями заставить его выйти из затвора и не посещали его по нескольку дней, но он словно не замечал такого отношения келейников, ни одного слова упрека не произносил им, продолжая молиться почти круглые сутки.
Но ни воздержание в пище, ни всевозможные труды и затворничество не могли удовлетворить Георгия. Он выкопал себе под полом келии глубокую пещеру и весь день, спасаясь от сует монастыря, проводил там в молитве; на ночь выходил в келию и продолжал моление. В свою келию он никому не позволял входить, а если что-либо требовалось, то клал записку на небольшое прорубленное в двери окно. В этой келии он провёл пять лет, пока настолько не изнурил себя всякого рода лишениями, что походил на живого мертвеца и от слабости почти не мог говорить.

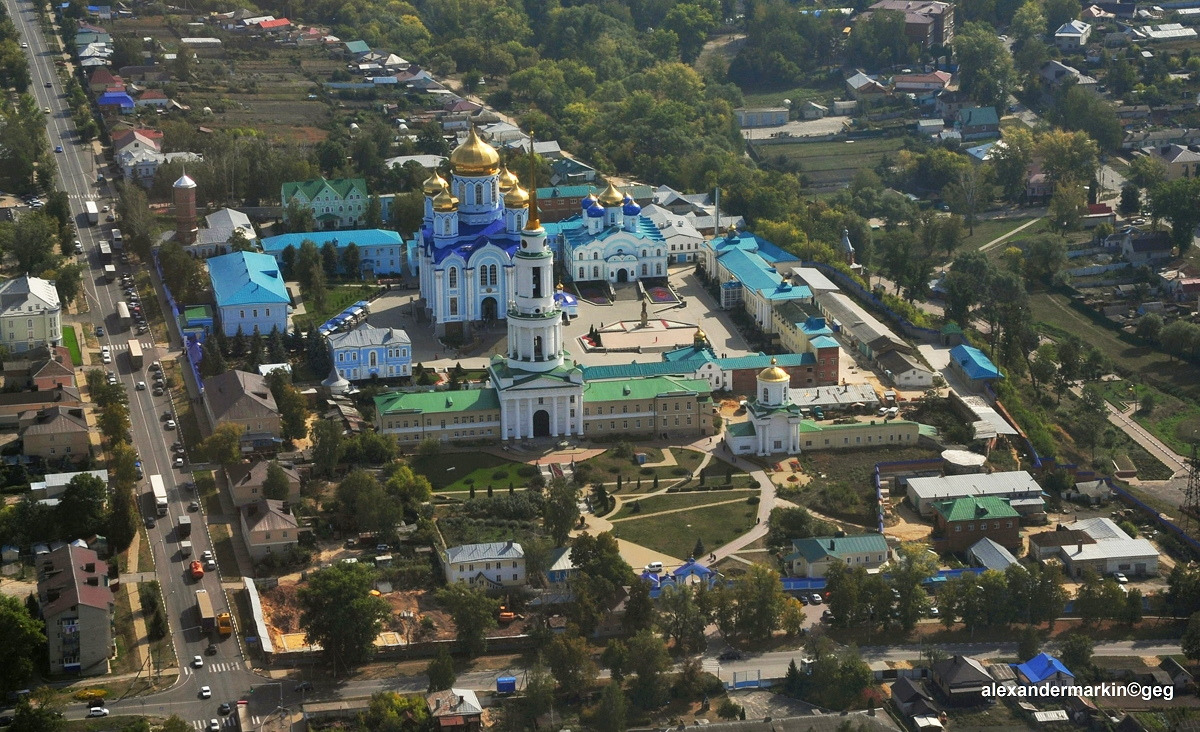
Задонский Рождество-Богородицкий монастырь

По приказанию настоятеля он должен был переменить невозможную для жилья келию на другую, где было просторно настолько, что он половину её (келия делилась на две части) отдал келейникам, уже изменившим свой взгляд на Георгия. Здесь он продолжал «убивать плоть» разными лишениями, но с этих пор замечается и кое-что новое в его жизни: иногда затворник стал разрешать к себе войти для духовных бесед. Величайшим торжеством для него было пение акафиста перед Владимирской иконой Божьей Матери, которую иногда приносили ему в келию. Естественно, что такой образ жизни затворника стал известен в соседних деревнях и монастырях, а вместе с тем ему приписывали разные чудеса вроде исцеления от болезней, угадывания мыслей лиц, посещавших его, и т. п. Вскоре Георгий стал известен в целой округе как лицо, на которое «снизошла благодать Божия», а это, в свою очередь, вызвало желание многих побеседовать с затворником. A так как он неохотно к себе допускал в келию, то очень часто к нему обращались письменно, и он считал своим долгом отвечать на все такие обращения.
Во второй половине января 1836 года Георгий заболел сильной простудой. Силы его быстро падали: боль и колотье в груди были мучительны. Скоро к этим страданиям присоединились новые: сильное удушье, опухоль ног, настолько сильная, что почти невозможно было ходить. Однако он не хотел облегчать свои страдания и не поддавался уговору монахов лечь; он продолжал исполнять свои обязанности, изредка в изнеможении опускаясь на стул. В начале апреля его посетило новое несчастье: он оглох. Глухота продолжалась до 23 апреля. В этот день Георгия посетил Казанский архиепископ Филарет, которому тот сообщил «о чудесном избавлении своем от болезней в день своего ангела». Но на третий день болезнь его снова усилилась. Это не мешало ему, казалось, исполнять необходимые работы и молитвы. 24 мая келейники заметили чрезмерную слабость затворника, но несмотря на это, он провёл с ними несколько часов в собеседовании и затем удалился в свою келию для молитв. Проходя к ранней обедне, келейники видели Георгия коленопреклонённым пред иконой; эта же неизменившаяся и по окончании обедни поза показалась им странной: они подошли к нему и таким образом обнаружили смерть Георгия-затворника. Так 25 мая 1836 года на 47-м году жизни он умер, пробыв 17 лет в затворе Задонского Богородицкого монастыря. По словам его биографа, он был тайно пострижен с именем Стратоника, что в переводе с греческого означает «Воин-победитель».
После смерти Георгия монахом Козельской Введенской Оптиной пустыни Порфирием Григоровым были собраны его письма, заметки и прочие документы и изданы в Москве в 1839 году («Письма в Бозе почивающего затворника Задонского Богородицкого монастыря Георгия, с присовокуплением краткого известия о жизни его»). Позднее сборник писем Георгия пополнялся новыми и выдержал несколько изданий. Они содержат в себе ответы душеспасительного характера на написанные ему письма. Там же собраны составленные самим Георгием молитвы, слова и поучения, а также отрывки из его собственных записок и духовные стихи. Изданы были и его «Письма к М. П. Колычевой» (Москва, 1847).